# 92번가 집
92번가 집(The House On 92nd Street)은 미국에서 제작된 헨리 헤서웨이 감독의 1945년 느와르, 드라마 영화이다. 윌리엄 에이스 등이 주연으로 출연하였다.

## 출연

### 주연
- 윌리엄 에이스
- 로이드 놀런

### 조연
- 시그네 하소
- 진 로크하트
- 리오 G. 캐럴
- 윌리엄 포스트 주니어
- 해리 벨라버
- 찰스 워겐하임

## 제작진
- 미술: 루이스 H. 크리버
- 미술: 라일 R. 휠러
- 의상: 보니 캐신